# محمد بن خليفة بن زايد الأول آل نهيان
الشيخ محمد بن خليفة بن زايد بن خليفة بن شخبوط بن ذياب بن عيسى بن نهيان آل نهيان (1909-1979)،
من كبار رجالات آل نهيان في عصره، وذوي الحل والعقد فيهم، وكانت له علاقة شخصية متينة بابن عمه الشيخ زايد بن سلطان آل نهيان، وهو جد الشيخ خليفة بن زايد آل نهيان رئيس دولة الإمارات العربية المتحدة لأمه، فبنته حصة هي والدة الشيخ خليفة.

## أبناؤه
- حمدان بن محمد بن خليفة آل نهيان، نائب رئيس مجلس وزراء الإمارات سابقا.
- مبارك بن محمد بن خليفة آل نهيان، وزير الداخلية الإماراتي سابقا.
- طحنون بن محمد بن خليفة آل نهيان، ممثل الحاكم في المنطقة الشرقية لإمارة أبوظبي.
- سيف بن محمد بن خليفة آل نهيان.
- خليفة بن محمد بن خليفة آل نهيان.
- سرور بن محمد بن خليفة آل نهيان.
- سعيد بن محمد بن خليفة آل نهيان.
- حصة بنت محمد بن خليفة آل نهيان، والدة الشيخ خليفة بن زايد آل نهيان رئيس دولة الإمارات العربية المتحدة.
- ميثاء بنت محمد بن خليفة آل نهيان .متزوجة من الشيخ سعيد بن شخبوط آل نهيان
- اليازية بنت محمد بن خليفة آل نهيان.
- عائشة بنت محمد بن خليفة آل نهيان.
- حمدة بنت محمد بن خليفة آل نهيان، أم أبناء الشيخ محمد بن خالد آل نهيان.
- فاطمة بنت محمد بن خليفة آل نهيان.
- شمسة بنت محمد بن خليفة آل نهيان. متزوجة من الشيخ سلطان بن زايد آل نهيان.
- موزة بنت محمد بن خليفة آل نهيان.
- عفراء بنت محمد بن خليفة آل نهيان.